# パウル・ヘルビガー
パウル・ヘルビガー（Paul Hörbiger, 1894年4月29日 - 1981年5月5日）はハンガリー出身のオーストリアの俳優。

## 来歴
ブダペスト生まれ。ウィーンの高等技術学校を出ると、演劇の道へと進み、第一次世界大戦に従軍後の1919年にライヒェンベルク、プラハのドイツ劇場、ウィーン、ベルリンの舞台に立つ。1928年から映画に進出し、以降はオーストリア・ドイツ映画に欠かせない名脇役となった。1940年から1946年までウィーンのブルク劇場のメンバーとなる。
息子のトーマス・ヘルビガー（Thomas Hörbiger、1931～2011）も俳優になり、1957年の映画『野ばら』で親子共演している。
1981年5月5日死去。墓はウィーンにある。

## 主な出演映画
（※日本公開作品のみ）
- 会議は踊る Der Kongreß tanzt (1931年） - ※日本でDVD発売
- ベロニカの花束 Gruß und Kuß – Veronika (1933年)
- 春のパレード Frühjahrsparade (1934年)
- 母の瞳 Mutterliebe (1939年)
- モーツァルトの恋 The Mozart Story/Wen die Götter lieben (1948年) - ※日本でDVD発売
- 第三の男 The Third Man (1949年） - ※日本でDVD発売
- 脱走者 Der Bagnosträfling (1949年)
- 女王さまはお若い Mädchenjahre einer Königin (1954年)
- 街道強盗 Banditen der Autobahn (1955年)
- 野ばら Der Schönste Tag meines Lebens (1957年） - ※日本でDVD発売。共演はウィーン少年合唱団。
- 白銀に躍る Kauf dir einen bunten Luftballon (1961年) - ※日本でDVD発売。共演はイナ・バウアー。